# مسجد آقا (بندرلنگه)
مسجد آقا  مربوط به دوره زندیه است که در شهر بندرلنگه، استان هرمزگان قرار دارد. این اثر در تاریخ ۱۷ اردیبهشت ۱۳۵۴ با شمارهٔ ثبت ۱۰۶۴ به‌عنوان یکی از آثار ملی ایران به ثبت رسیده‌است.